# Sacco og Vanzetti
Sacco og Vanzetti var to italienske anarkister, der var udvandret til USA, og som i 1927 blev henrettet efter at være blevet dømt for mord og røveri. Sagen blev af mange set som en politisk proces og et justitsmord. Dommen førte til omfattende protester over store dele af verden.
Ferdinando Nicola Sacco var født 22. april 1891 i Torremaggiore, Foggia, Puglia i Italien og arbejdede som skomager. Bartolomeo Vanzetti var født 11. juni 1888 i Villafalletto, Cuneo, Piemonte i Italien og arbejdede som fiskehandler. Under retssagen i 1921 nægtede de sig begge skyldige, men blev alligevel dømt for to mord og røveri mod en lønningstransport i delstaten Massachusetts i april 1920. Under røveriet blev fabrikkens kasserer og en sikkerhedsvagt dræbt. Udbyttet var 15.766 dollar.
Mange både i USA og andre lande mente, at de to arbejdere var uskyldige og offer for politisk forfølgelse. På den tid, da de blev arresteret, var der efter den russiske revolution stærk frygt for revolutionære bevægelser og personer i USA ("the Red Scare"). Sacco og Vanzetti var kendt som anarkister, fagforeningsforkæmpere og krigsmodstandere. I tillæg var de altså sydeuropæiske indvandrere.
Vanzetti sagde det således i sin sidste tale under retssagen:
«I would not wish to a dog or a snake, to the most low and misfortunate creature of the earth — I would not wish to any of them what I have had to suffer for things that I am not guilty of. But my conviction is that I have suffered for things that I am guilty of. I am suffering because I am a radical, and indeed I am a radical; I have suffered because I was an Italian, and indeed I am an Italian...»
Dommen førte til stærke reaktioner. Blandt de, som protesterede, var May Picqueray, Albert Einstein, H.G. Wells, Woody Guthrie og George Bernard Shaw. I Boston gik 250.000 i et stille protesttog. I Stockholm demonstrerede over 50.000.
Fuldbyrdelsen af dommen blev udsat flere gange. Undervejs fremkom der også oplysninger, som tydede på, at den såkaldte Morelli-bande stod bag overfaldet, men dommeren nægtede at tage sagen op på ny. Sacco og Vanzetti blev henrettet i den elektriske stol natten mellem 22. og 23. august 1927.
De to fik posthum oprejsning i 1977, da guvernøren i Massachusetts 50 år efter henrettelserne officielt underkendte dommen.